# Ципино
Ци́пино (рос. Цыпино) — присілок у складі Топкинського округу Кемеровської області, Росія.

## Населення
Населення — 152 особи (2010; 201 у 2002).
Національний склад (станом на 2002 рік):
- росіяни — 96 %